# Ernest Nyssens

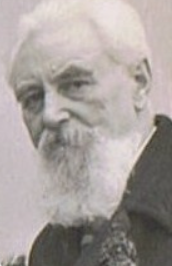
Ernest Nyssens

Ernest Nyssens (Chimay, 10 juli 1868 – Sint-Joost-ten-Node, 14 maart 1956) was een Belgisch arts, martinist en theosoof.
Als geneesheer was hij een pionier in de homeopathie en de kneippkuur. Tussen 1910 en 1915 was hij actief in zijn kuurhuis op het domein 'Ter Nood' in Overijse. Nyssens was gehuwd met Berthe Deseck, de latere secretaris-generaal van de Belgische Theosofische Vereniging. Hij was eveneens bisschop in de Vrij-Katholieke Kerk. Hij was tevens een der pioniers van de theosofische leefgemeenschap 'Monada'.

## Publicaties
- La Cuisine rationnelle, précis d'hygiène alimentaire, Parijs/Brussel, Publications Végétariennes – J. Morand, 1900.